# Thomas Andrews
Pour les articles homonymes, voir Thomas Andrews (chimiste) et Andrews.
Vous lisez un « article de qualité » labellisé en 2011.
Thomas Andrews, né le 7 février 1873 à Comber en Irlande du Nord et mort le 15 avril 1912 à bord du Titanic dans l'Océan Atlantique, est un architecte naval britannique qui a travaillé à la construction de plusieurs paquebots. Il grandit au sein d'une famille aisée, puis devient apprenti dans les chantiers navals Harland & Wolff de Belfast dont le président, Lord Pirrie, est son oncle. Pendant quelques années, Andrews gravit progressivement les échelons avant d'être nommé directeur général de l'entreprise. La réparation du paquebot Suevic de la White Star Line, à laquelle il participe, fait de lui un des architectes navals les plus renommés de son époque.
En 1908, Andrews est chargé de superviser la construction de trois grands paquebots de classe Olympic pour la White Star Line. Ces paquebots se démarquent de leurs contemporains par leur taille et leur luxe. Pour l'architecte, ils représentent la consécration de sa carrière. Andrews prête d'ailleurs une attention particulière aux moindres défauts de son premier né, l’Olympic, afin de les corriger sur le deuxième navire, le Titanic.
Après de nombreux mois de travail, le Titanic entame son voyage inaugural le 10 avril 1912. Thomas Andrews embarque à bord avec son groupe de garantie, composé de huit ouvriers et ingénieurs chargés de prendre des notes sur toutes les imperfections du paquebot. Cependant le 14 avril, le Titanic heurte un iceberg et l'architecte se rend très vite compte que son navire est condamné. Tout au long du naufrage, il participe à l'évacuation des passagers, emmène plusieurs d'entre eux aux canots de sauvetage et s'assure que tout le monde est en possession d'un gilet de sauvetage. De nombreux témoignages font état de son comportement exemplaire au cours de cette nuit tragique.  Andrews meurt dans le naufrage le 15 avril 1912, laissant derrière lui une femme et une petite fille de deux ans.
En juin 1912, l'écrivain Shan Bullock signe une biographie faisant l'éloge d'Andrews et sa famille fait construire un mémorial en son honneur, dans sa ville natale (Comber). Son nom, ainsi que celui des hommes du groupe de garantie, figure également sur un mémorial érigé à Belfast en 1920. Enfin, le personnage de Thomas Andrews apparaît dans plusieurs documentaires et films consacrés au naufrage, dont le plus connu est celui de James Cameron, Titanic.

## Biographie

### Jeunesse

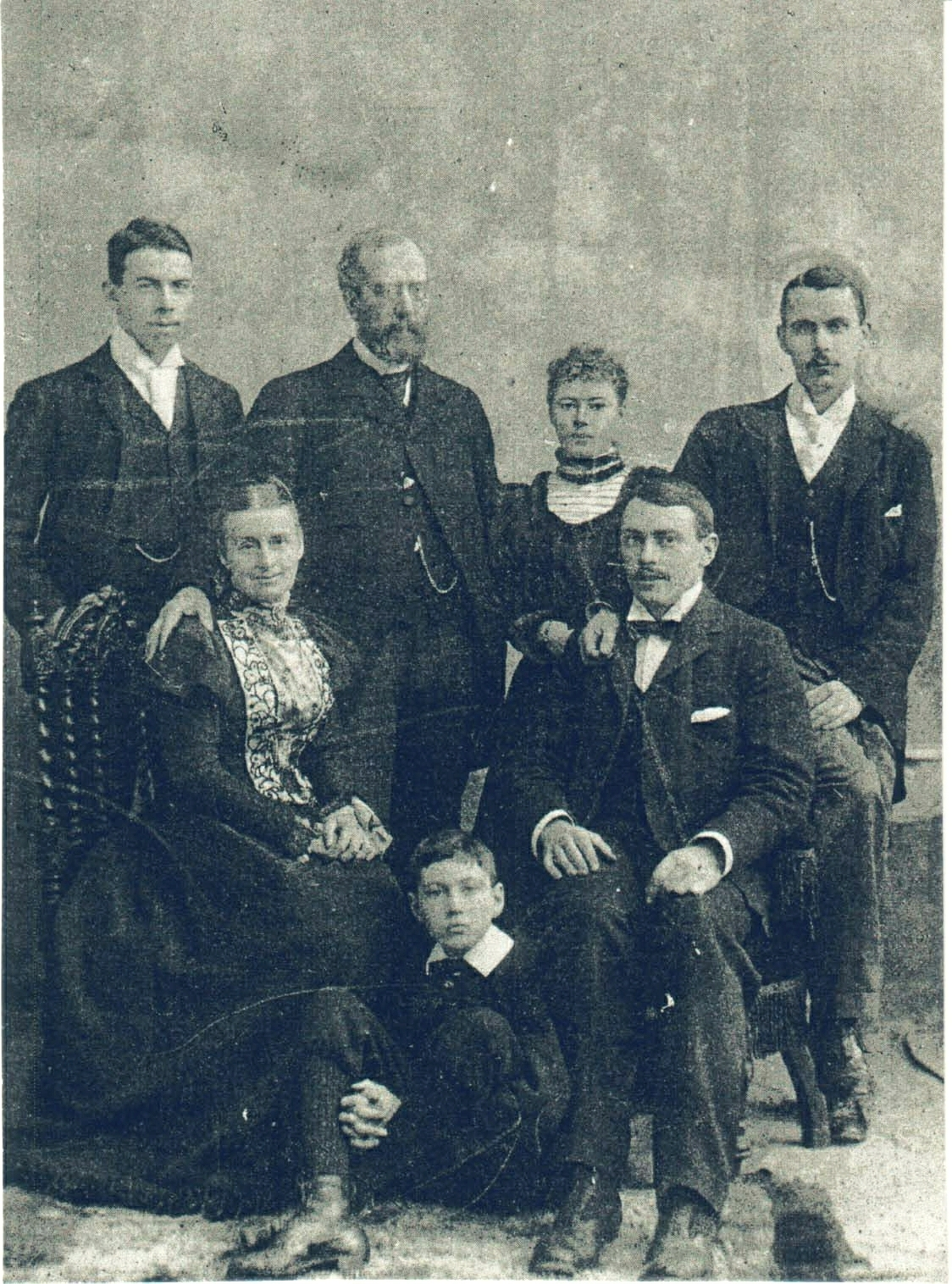
Thomas Andrews (devant, deuxième à droite) entouré par sa famille en 1895.

Thomas Andrews est né le 7 février 1873, dans la maison familiale appelée « Ardara House », à Comber (province de l'Ulster) en Irlande au sud-est de Belfast. Il est issu du mariage de Thomas Andrews et d'Eliza Pirrie en 1870. Par sa mère, c'est le neveu Lord William James Pirrie, principal actionnaire et président des chantiers navals Harland & Wolff de Belfast. La famille Andrews, dont la devise est « Always Faithful » (« toujours fidèle »), joue un rôle important dans la vie du village. Les Andrews se sont effet distingués à de nombreuses reprises sur plusieurs générations. Durant la période troublée de 1779 - 1782, John Andrews a soulevé et commandé une patrouille de volontaires. En 1857, un autre John Andrews, devient shérif. C'est à lui que la famille doit également la création de la firme John Andrews & Co, spécialisée dans le textile en lin. En 1912, elle emploie quelque six-cents villageois de Comber, et existe toujours un siècle plus tard. À l'époque de la naissance de Thomas Andrews Junior, le chef de la famille est William Drennan Andrews, le frère de son père. Celui-ci exerce la fonction de juge de la Haute-Cour d’Irlande depuis 1882 et celle de membre du conseil privé depuis 1897. Les enfants de Thomas Andrews Senior ne dérogent pas à la règle, puisqu'ils deviennent eux-mêmes des hommes célèbres, chacun à leur manière : John Miller Andrews est connu pour avoir été le deuxième premier ministre de l'histoire d'Irlande du Nord, et son frère, Thomas Andrews, dont il est inséparable, est connu pour être l'architecte du Titanic.
Thomas Andrews, dit « Tom », est éduqué par un précepteur (tout comme ses frères) jusqu'à ses onze ans. À l'époque, en Ulster, la plupart des enfants n'ont pas cette chance. John Andrews dit que son frère a d'ailleurs toujours été particulièrement conscient de sa chance d'avoir grandi dans un milieu aisé. On le décrit comme un enfant énergique, courageux et aimable, ses parents affirment : « Il ne nous a jamais causé d'angoisse à aucun moment de sa vie ». En septembre 1884, il devient étudiant à la Royal Belfast Academical Institution de Belfast, son père et son oncle y ont également étudié. Andrews ne fait pas preuve de qualités particulières mais il excelle en sport, particulièrement en équitation et au cricket. Ayant reçu un poney Shetland en cadeau d'anniversaire quand il était plus jeune, il pratique régulièrement l'équitation en grandissant. Concernant le cricket, la famille Andrews est la créatrice du North Down Cricket Club, elle a d'ailleurs fait don du terrain sur lequel l'équipe joue à Comber depuis sa création. Être joueur de cricket est donc une tradition pour les hommes de la famille. Thomas Andrews consacre également beaucoup de temps aux abeilles, et fait installer neuf ruches à Ardara House. Cependant, son véritable intérêt se porte sur les bateaux (contrairement à ses frères qui se passionnent pour la politique). Pour cette raison, sa famille le surnomme affectueusement « l'amiral ». Les Andrews possédant un cottage sur l’île de Braddock, le jeune Thomas peut y pratiquer les régates sur le lac Strangford. 
Le 1er mai 1889, âgé de 16 ans, il quitte l'école et entre dans les chantiers de Harland & Wolff, où il devient apprenti.

### Harland & Wolff

#### Apprentissage
Pour payer son apprentissage, ses parents doivent débourser l'importante somme de 100 guinées, ce qui à l'époque était l'équivalent du prix de trois cabines de première classe, parmi les plus chères du Titanic. C'est un travail difficile qui l'attend. Lord Pirrie, son oncle, a décidé de ne pas faire de favoritisme envers son neveu. C’est donc seulement grâce à ses capacités et à ses efforts, qu'Andrews est parvenu à gravir les échelons au sein de l'entreprise.
Tous les matins il se lève à 4 h 50. Ponctuel, il est au travail à 6 heures. Ses trois premiers mois sur le chantier se déroulent dans le dépôt du menuisier, puis il passe un mois avec les ébénistes, et deux autres à bord des navires pour participer aux installations. S’ensuivent ensuite deux mois au dépôt principal, puis cinq sur les chantiers navals, deux mois dans le loft de moulage, deux autres mois avec les peintres. Il reste huit mois avec les ferronniers, six avec les installateurs, trois en compagnie des modélistes, et enfin, passe huit mois à la forge. Pour terminer, il entre en 1892 chez les dessinateurs, où il découvre l'élaboration des plans d'un bateau. Faisant preuve de réelles capacités, Andrews se voit rapidement confier la responsabilité du bureau de dessin. En février 1893 il reçoit la supervision des travaux de construction sur le Mystic, et la même année il présente à la White Star Line ses essais sur le Gothic. Au cours de 1894, il seconde le gestionnaire de chantier pour les réparations du Coptic. Celui-ci a en effet subi des dommages après une collision avec Lycia, alors qu'il faisait cap sur Liverpool. Au mois de novembre, il rencontre le directeur général de Harland & Wolff, avec lequel il discute de la restauration du Germanic. Thomas Andrews n'a alors que 21 ans, mais sa carrière est déjà bien lancée. Cette longue période de 18 mois au sein du département dessin met un terme à son mandat d'apprenti qui a duré cinq ans.

#### Architecte naval

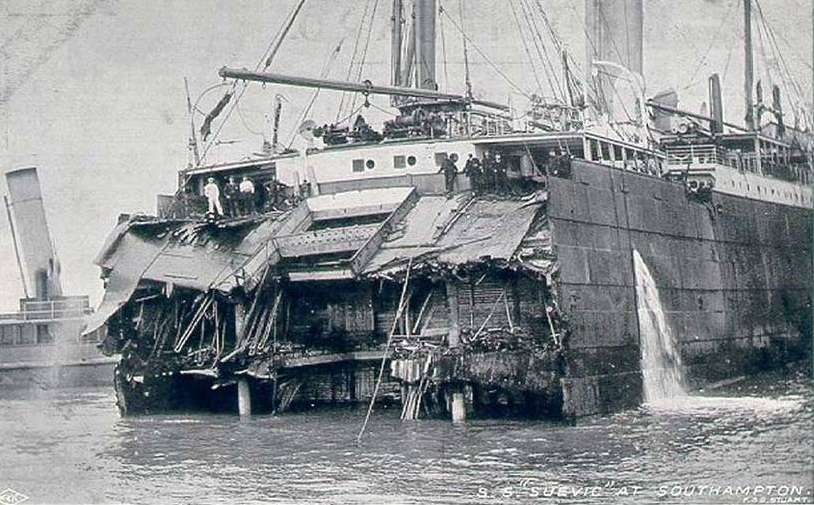
La réparation du Suevic est l'œuvre d'Andrews.

Passé la période d'apprentissage, Thomas Andrews continue à travailler avec les dessinateurs, et de 1896 à 1900 il enchaîne différentes fonctions. Après avoir été dessinateur, il devient gestionnaire d’extérieur, puis responsable du département de réparation. Il supervise ainsi la reconstruction du Chine après un accident à Périm, ou encore celle du Paris qui s'est échoué sur les Manacles (ensemble de rochers immergés au large de la péninsule de Cornouailles). Andrews participe également à l'allongement du Scot et de l'Augusta Victoria, en les divisant puis en insérant une section neuve au milieu des deux bateaux.
Les années et les promotions se succèdent. En 1901, Andrews devient membre de l'Institut des architectes navals. En 1904, Andrews est nommé directeur adjoint du bureau de dessin. Enfin en 1905, il est promu directeur général des chantiers navals Harland & Wolff. Désormais chargé de la conception et chef du bureau d'études, il doit superviser la construction des navires, du dessin des plans au départ du navire de Belfast. Cette année-là, Thomas Andrews a 32 ans, et déjà treize années d'expérience aux chantiers. De 1899 à 1912, ou de l’Oceanic au Titanic, Andrews travaille sur de nombreux bateaux. Quelques-uns appartiennent à la White Star Line, comme le Celtic, le Cedric, le Baltic, le Laurentic, le Megantic, l’Adriatic, et finalement l’Olympic et le Titanic. Il travaille également à la réparation du Suevic, de la même compagnie,. Le navire, construit en 1901, s'est en effet échoué sur des rochers en 1907 et la compagnie, par mesure d'économie, a tenté de le remettre à flot. Cependant, les opérations de sauvetage n'ont permis de sauver que la partie arrière, qui avait dû être coupée en deux. Harland & Wolff reçoit donc la commande d'une moitié de navire pour réparer le paquebot, chose faite en 1908,. En dehors des commandes de la White Star Line, il travaille également sur l’America, et d’autres moins connus mais qui n'en naviguent pas moins sur les quatre mers, comme, le President Lincoln et le President Grant, le Nieuw Amsterdam, le Rotterdam, le Lapland.  l’Aragon, l’Amazon, l’Avon, l’Asturias, l’Arlanza, le Herefordshire, le Leicestershire, le Gloucestershire, le Oxfordshire, le Pericles, le Themistocles, le Demosthenes…

#### La consécration: la classe Olympic

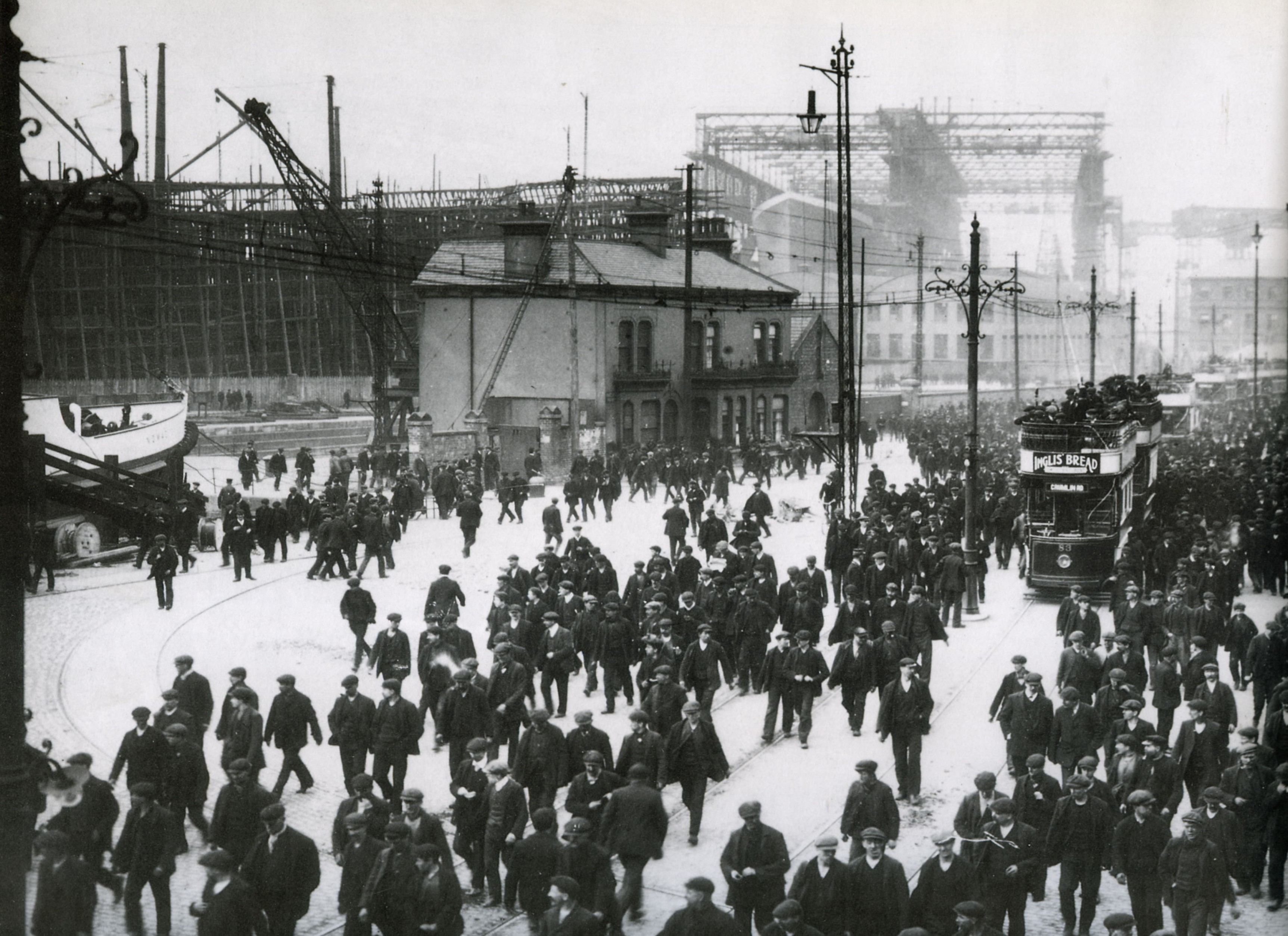
Andrews supervise la construction du Titanic de 1909 à 1912.

Cependant, le navire qui le rend célèbre est le Titanic. En 1907, Joseph Bruce Ismay et William James Pirrie décident de construire trois navires géants pour la White Star Line afin de concurrencer les récents Lusitania et Mauretania de la Cunard Line. Les chantiers Harland & Wolff, qui construisent les navires de la compagnie depuis son rachat par Thomas Henry Ismay en 1867, sont naturellement choisis pour réaliser ce projet sans même passer par le biais d'un contrat, le seul document utilisé étant une lettre d'accord. Thomas Andrews et Alexander Carlisle, beau-frère de Pirrie, sont désignés comme principaux architectes. Les trois navires, appartenant à la classe Olympic doivent être les plus grands paquebots du monde : l’Olympic, le Titanic et le Gigantic. Lorsque Carlisle prend sa retraite en 1910, Andrews est seul chargé de la construction.
Sur les chantiers de l'Olympic et du Titanic, tout le monde s'accorde à dire qu'Andrews est un patron respecté et apprécié. Dans son ouvrage, Shann Bullock cite un ouvrier qui décrit Andrews de la façon suivante : « un chef attentionné et toujours un bon ami ». Sa femme atteste également cette relation particulière qui l'unissait à ses employés, car selon elle son mari les considérait comme des frères. Un soir alors qu'elle et Andrews sont en promenade non loin des chantiers Harland & Wolff, ils croisent un groupe de travailleurs qui rentrent chez eux, et Andrews s'exclame : « Ce sont mes camarades, Nellie ». La situation se présente à nouveau quelque temps après et Helen Andrews lui rappelant ses propos, il affirme : « Oui, ce sont vraiment des amis ». Après le naufrage, Saxon Payne, le secrétaire de lord Pirrie, rajoute : « Ce n'était pas une exception de l'aimer, nous l'aimions tous ».
Thomas Andrews embarque le 14 juin 1911 sur l’Olympic pour son voyage inaugural, comme il l'a fait pour l’Oceanic et l’Adriatic. Sa présence à bord a pour but de déterminer les améliorations à apporter au navire et d'observer le déroulement de la navigation. Durant le voyage, Andrews prend des notes qui permettent de mesurer le souci du détail dont fait preuve l'architecte. En effet, celui-ci s'arrête sur des détails pouvant paraître insignifiants, tels que le manque de porte-éponges ou l'emplacement des miroirs sur les portes des cabines.

### Mort à bord duTitanic

#### Préparation de la traversée

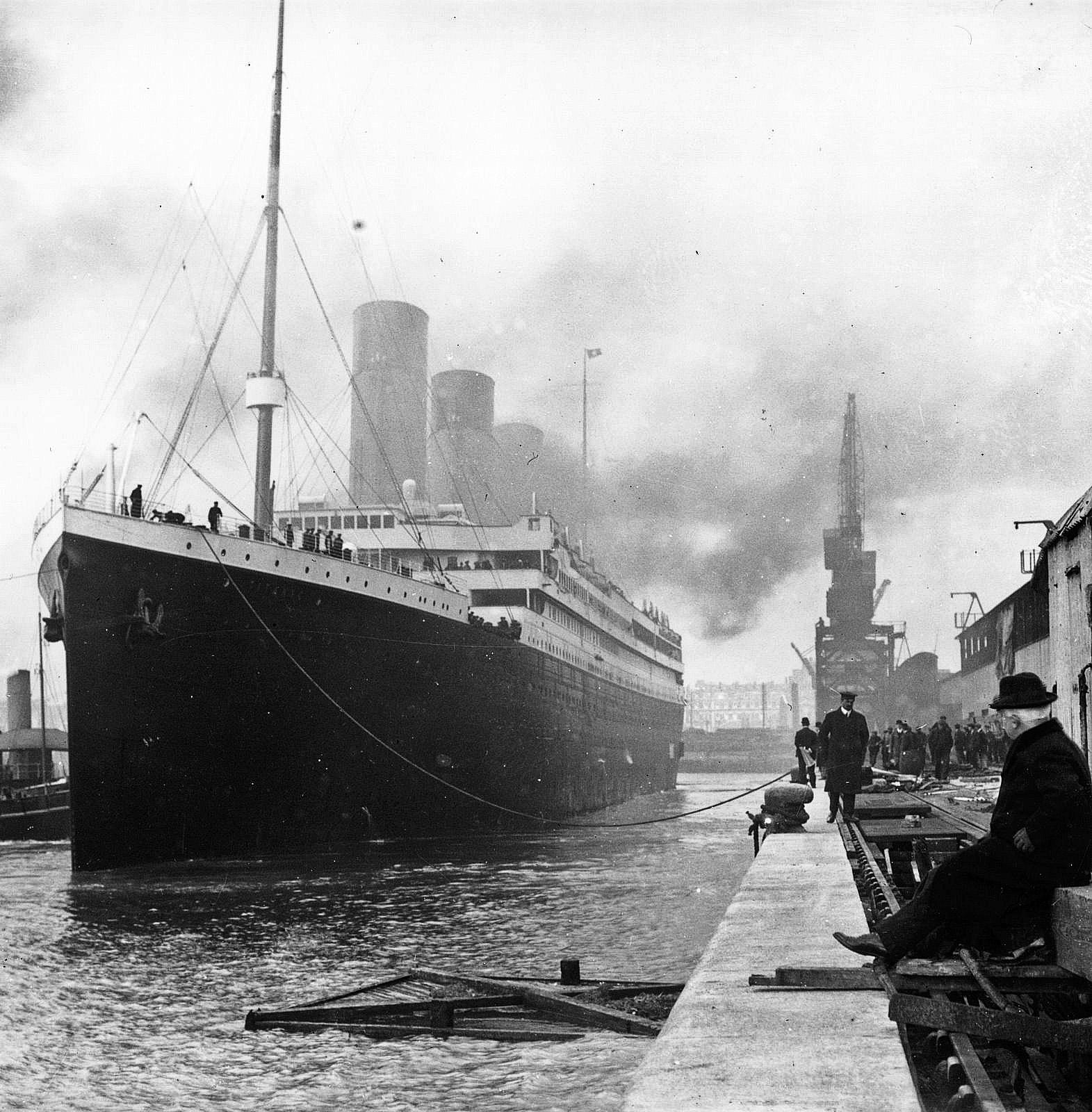
Thomas Andrews est le concepteur du Titanic et meurt à son bord.

Le 2 avril 1912, à 6 h, le Titanic quitte Belfast. Andrews est à bord, très occupé à recevoir les représentants des propriétaires et les inspecteurs. Dans une lettre à sa femme Helen, il écrit que les essais du Titanic sont très satisfaisants mais qu'il y a encore beaucoup à faire. Thompson Hamilton, le secrétaire d'Andrews, raconte que ce dernier n'avait pas un moment de repos. Pendant les quelques jours qui le séparent du départ, Thomas Andrews loge dans un hôtel de Southampton. Tous les matins à 8 h 30, il se rend dans les bureaux où il s'occupe d'abord de sa correspondance avant de rejoindre le Titanic, sur lequel il reste jusqu'à 18 h 30. Hamilton raconte l'avoir vu s'affairer à bord du navire, remettant lui-même en place les échelles des couchettes, les chaises, les tables, allant même jusqu'à vérifier l'état de tous les ventilateurs électriques. Thomas Andrews ne ménage pas ses efforts pour que le paquebot soit irréprochable, et il prend également le temps de faire le tour du navire avec les armateurs, tout en restant à l'écoute des éventuelles questions de dernière minute que peuvent poser les mécaniciens, fonctionnaires, directeurs, représentants et sous-traitants.
Au soir du dimanche 7 avril, il écrit une nouvelle fois à sa femme pour lui donner des nouvelles, et l'informe de ses différents projets pour le paquebot. Deux jours plus tard, il lui annonce avec fierté que le navire est désormais complet et fin prêt en possession de son certificat de navigabilité signé par le Board of Trade. Le lendemain, 10 avril 1912, Thomas Andrews est le premier à embarquer à 6 h du matin, accompagné de huit techniciens. Choisis par Harland & Wolff pour leurs compétences et leur enthousiasme, ils forment le groupe de garantie, et voyagent gratuitement en première et en deuxième classe. Andrews occupe quant à lui la cabine A-36, à bâbord, sur le pont A. Cette cabine est un ajout de dernière minute dans la cage du Grand Escalier arrière mais elle est malgré tout plutôt spacieuse, comprenant même une baignoire et des WC privés. Soucieux que tout soit parfait, il effectue un dernier tour d'inspection, avant l'arrivée des passagers. Puis Andrews fait ses au revoir à Hamilton, qui reste à Southampton. Le secrétaire se souvient de ses derniers mots : « surtout, n'oublie pas de tenir Mme Andrews informée de toutes les nouvelles du Titanic ».

#### La traversée
Lors de l'incident avec le New-York, Andrews trouve la situation « franchement désagréable ». Puis il profite de l'escale à Cherbourg pour envoyer une lettre à son épouse dans laquelle il l'informe que tout se passe pour le mieux et que le beau temps laisse présager un voyage agréable. Il mentionne également le Nomadic et le Traffic dans les termes suivants : « Les deux transbordeurs ont l'air bien ». Tous deux ont été construits un an plus tôt pour transporter les passagers, du port de Cherbourg jusqu'au Titanic. Enfin il rajoute : « J'ai un siège à la table du docteur ». Helen Andrews reçoit une dernière lettre de son mari, postée à Queenstown (aujourd'hui Cobh) et datée du 11 avril, qui lui apprend une nouvelle fois que tout se déroule à merveille. Le groupe de garantie qui l'accompagne se compose d'un chef dessinateur, un assistant et un apprenti électricien, un apprenti menuisier, deux contremaîtres ajusteurs également accompagnés d'un apprenti, et enfin, un apprenti plombier. Tous ces jeunes gens sont alors promis à un bel avenir, mais aucun d'entre eux ne survivra au naufrage.
Durant la traversée, ils sont chargés d'aider l'équipage à se familiariser avec le paquebot et les mécaniciens avec leurs machines. Ils prennent également soin de noter toutes les modifications possibles pouvant améliorer le navire. Avec son carnet de notes toujours à la main, Thomas Andrews arpente le Titanic en long et en large, traquant la moindre imperfection. Il découvre par exemple que l'une des tables à vapeur, de la cuisine du restaurant, fonctionne mal. Puis il note que le crépi de la promenade privée est trop foncé, et toujours pour des raisons esthétiques, que certains meubles en osier devraient être repeints en vert. Soucieux du détail, Andrews remarque également qu'il faut réduire le nombre de vis sur les patères des porte-chapeaux. Enfin, constatant que le salon de lecture, destiné au repos des dames après le dîner, est finalement peu utilisé, il prévoit de créer à la place deux autres cabines de première classe. 

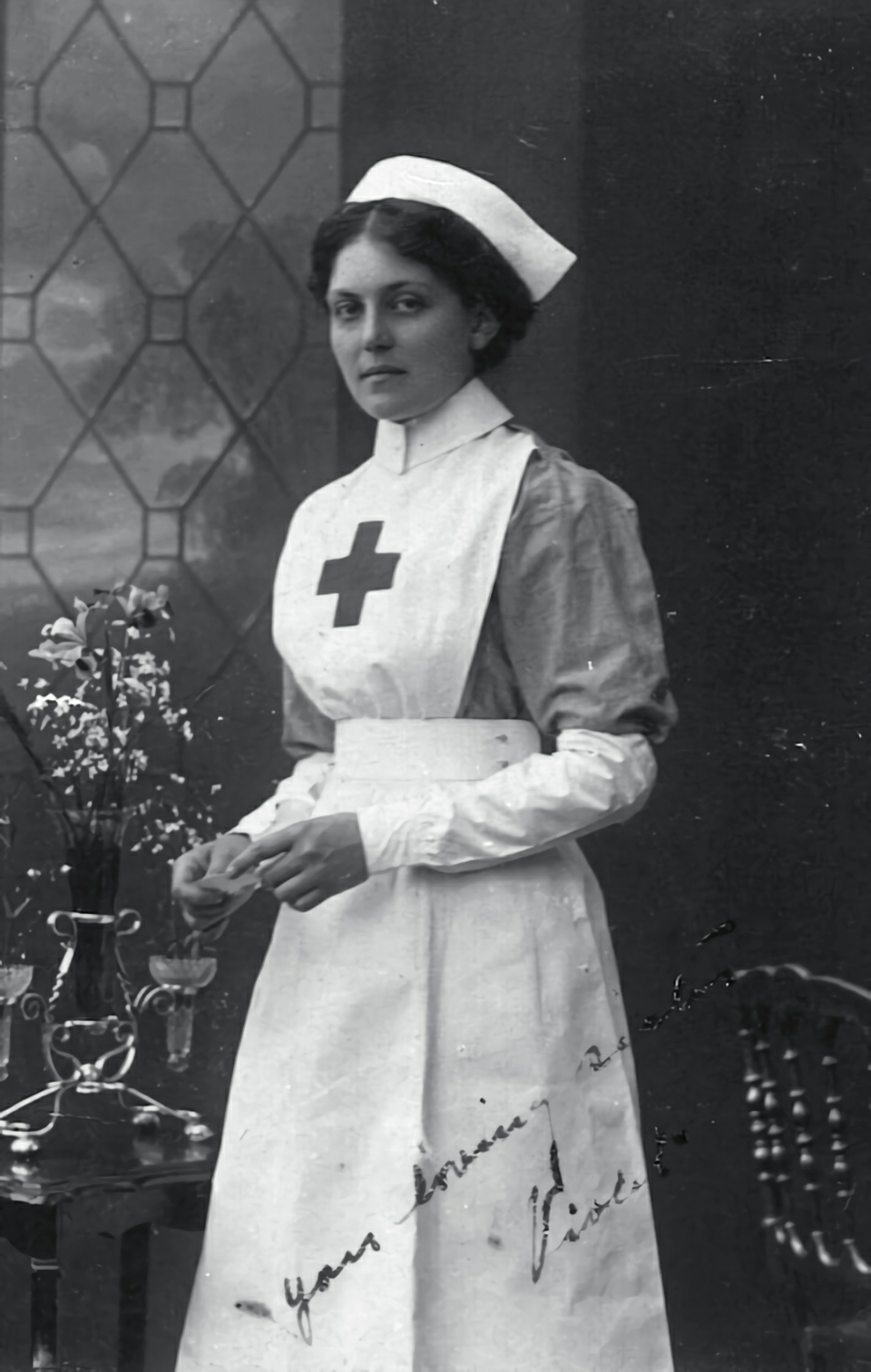
Violet Jessop écrit dans ses mémoires que, comme tout l'équipage, elle a beaucoup admiré Thomas Andrews.

C'est le steward Henry Etches qui est responsable de la cabine de Thomas Andrews. Il a déjà eu l'occasion de le rencontrer à plusieurs reprises sur l'Olympic. Tous les matins à 7 h 0, Etches lui apporte du thé et des fruits, puis il le retrouve à 18 h 45 précises, avant le dîner, pour l'aider à enfiler sa tenue de soirée. Le steward a par la suite déclaré qu'Andrews n'arrêtait de travailler que le temps des repas. Andrews jouit d'une grande popularité parmi les passagers, mais il est tout autant apprécié par l'équipage et devient parfois le confident de certains d'entre eux, comme le premier officier William Murdoch qui lui confie ses soucis avec Henry Wilde, venu le remplacer au dernier moment au rang de commandant en second. D'après l'hôtesse Mary Sloan, dès que quelque chose va mal, c'est toujours à Andrews que l'équipage demande aide ou conseil. En effet, il se préoccupe du bien-être de chacun, qu'il s'agisse des officiers, des stewards, des hôtesses, des mécaniciens ou des chauffeurs. Le chef boulanger, Charles Joughin, fait même cuire des miches de pain spécialement pour lui. Dans ses mémoires, l'hôtesse Violet Constance Jessop mentionne Thomas Andrews, qui est selon elle, la seule personne à avoir vraiment tenu compte des demandes de l'équipage. Les membres du personnel ont l'habitude de le croiser lors de ses tournées, déambulant discrètement dans les coursives, avec un visage fatigué mais un air satisfait. Il ne manque jamais de s'arrêter pour un mot joyeux. D'après Violet Jessop, tout le monde sait combien Andrews aime sa maison irlandaise, et à quel point il lui tarde de rentrer profiter d'un repos bien mérité, afin d'oublier pour quelque temps la conception du navire. Mary Sloan remarque elle aussi à quel point sa maison lui manque. Elle raconte que parfois entre deux éclats de rire, Andrews devient tout à coup grave et son regard semble alors se perdre au loin, vers ses maisons, Ardara et Dunallan. Mary Sloan le croise notamment le vendredi 12 au soir, dans le Grand Escalier, alors qu'il s'apprête à aller dîner. Mais l'architecte semble avoir l'esprit ailleurs et lui parle de sa famille. Il lui avoue que la seule chose qu'il n'aime pas du Titanic, c'est qu'il l'éloigne chaque heure un peu plus de chez lui. À ce moment, l'hôtesse lui trouve l'air très triste et fatigué.
Mais le dimanche 14 avril, Andrews semble être redevenu lui-même. Il retrouve à sa table le Dr O'Loughlin, chirurgien du navire, avec lequel il a pris l'habitude de manger ainsi qu'Albert et Vera Dick, un couple de Canadiens voyageant en première classe avec lesquels il s'est lié d'amitié. Ceux-ci témoignent qu'Andrews passe le dîner à parler de sa maison, de sa femme et de sa fille ; mais qu'il est aussi très fier de son navire. En forme et de bonne humeur, il annonce même que le Titanic est aussi parfait qu'un cerveau humain peut l'imaginer. Après le repas, il rend visite au boulanger pour le remercier de ses miches spéciales. Puis il retourne directement dans sa cabine et s'installe à sa table de travail afin de se plonger dans les plans du Titanic, et relire ses notes prises au cours de la journée. Thomas Andrews travaille ainsi jusqu'au moment de la collision, qui a lieu le même soir.

#### Le naufrage

##### Collision et estimation des dégâts

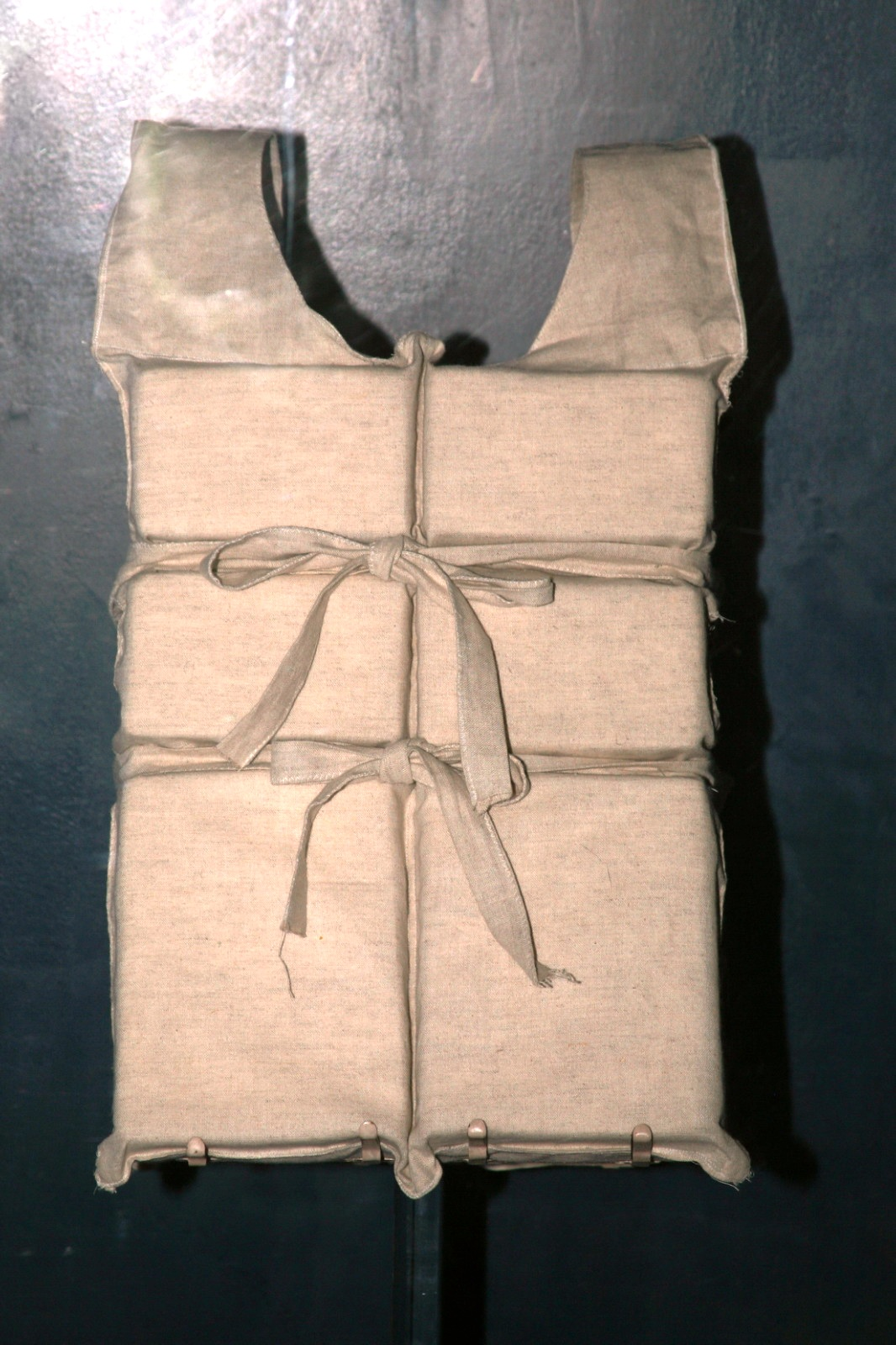
Pendant le naufrage, l'une des principales préoccupations d'Andrews fut de s'assurer que tout le monde avait un gilet de sauvetage.

À 23 h 40, Andrews est toujours en train d'étudier les plans, lorsque le Titanic heurte un iceberg. Sur le coup, il ne se rend compte de rien, mais peu de temps après un homme frappe à sa porte et l'informe que le capitaine Edward Smith requiert sa présence immédiate sur la passerelle. Smith et Andrews descendent rapidement jusqu'au pont G, où ils découvrent avec effroi que l'eau a envahi la salle de tri postal. Au total, cinq compartiments sont déjà inondés et Andrews est le premier à comprendre que le Titanic est condamné, puisque celui-ci ne peut se maintenir à flot avec plus de quatre compartiments inondés. Les deux hommes remontent ensuite en tentant d'éviter les endroits fréquentés par les passagers, pour ne pas créer de panique. De retour sur la passerelle, et après un bref calcul, il informe aussitôt le capitaine Smith du sort du paquebot et lui conseille d'ordonner la mise à l'eau des canots. Selon lui, il reste environ une heure avant que le navire ne sombre entièrement. Finalement le Titanic tient deux heures et quarante minutes, entre la collision et sa disparition.

##### Évacuation des passagers
Tout au long du naufrage, Andrews parcourt sans relâche les coursives afin de vérifier que personne ne reste dans sa cabine, exhorte les passagers à mettre leurs gilets de sauvetage et à monter sur le pont des embarcations au plus vite. Plusieurs passagers et membres de l'équipage rescapés témoignent l'avoir rencontré ou aperçu à plusieurs reprises. Il est donc à peu près possible de retracer ses agissements au cours de ses dernières heures. Ainsi, la passagère de première classe Eleanor Cassebeer rencontre Andrews alors qu'elle revient de la proue, sur laquelle elle a vu de la glace. Celui-ci lui assure qu'il n'y a aucun danger. Quelques minutes plus tard, il tient le même discours au steward James Johnson, qu'il croise alors qu'il descend au pont G avec le capitaine. Malgré son air qui se veut rassurant, Andrews ne semble pas croire à ses propres propos. Cela n'échappe pas à Johnston qui comprend que la situation est inquiétante. C'est ensuite au tour de l'hôtesse Mary Sloan de rencontrer Andrews au détour d'une coursive. Ayant entre-temps découvert les dégâts au pont G, il l'informe que la situation est grave, mais qu'il ne faut pas répandre la mauvaise nouvelle afin d'éviter un mouvement de panique. Andrews l'encourage à mettre son gilet de sauvetage et à sortir sur le pont, pour montrer l'exemple.
Quelque temps après, il escorte ses amis Albert et Vera Dick au canot no 3, dans lequel il les fait immédiatement monter, avant de repartir dans les coursives du navire. Une autre hôtesse raconte l'avoir aperçu frappant aux portes des chambres pour réveiller leurs occupants et les persuader de sortir. Se tournant vers elle, Andrews lui demande de veiller à ce que les passagers soient emmenés dehors. Il ordonne ensuite de faire distribuer des bouées de sauvetage, et de mettre des couvertures dans les canots. Ernest Edward Wheelton, un steward de salon, affirme également l'avoir vu. Alors qu'il se rend au canot no 5, il croise à son tour Thomas Andrews qui ouvre les portes des cabines à la recherche de passagers retardataires. Puis alors qu'elle se rend sur le pont, Eleanor Cassebeer rencontre une seconde fois Thomas Andrews. Ce dernier, attrapant son bras, la fait monter dans un canot sans lui demander son avis. Avant que celui-ci ne descende à la mer, la passagère se souvient même avoir vu Joseph Ismay venir en aide à Andrews pour faire monter d'autres femmes dans les canots. Celles-ci, en s'accrochant à leur mari, rendent la tâche des deux hommes plus difficile encore. Enfin, des ouvriers miraculés témoignent aussi avoir vu l'architecte descendre dans les salles des machines, pour les rassurer et les encourager, tandis qu'ils continuent de travailler auprès des chaudières.

##### Derniers instants

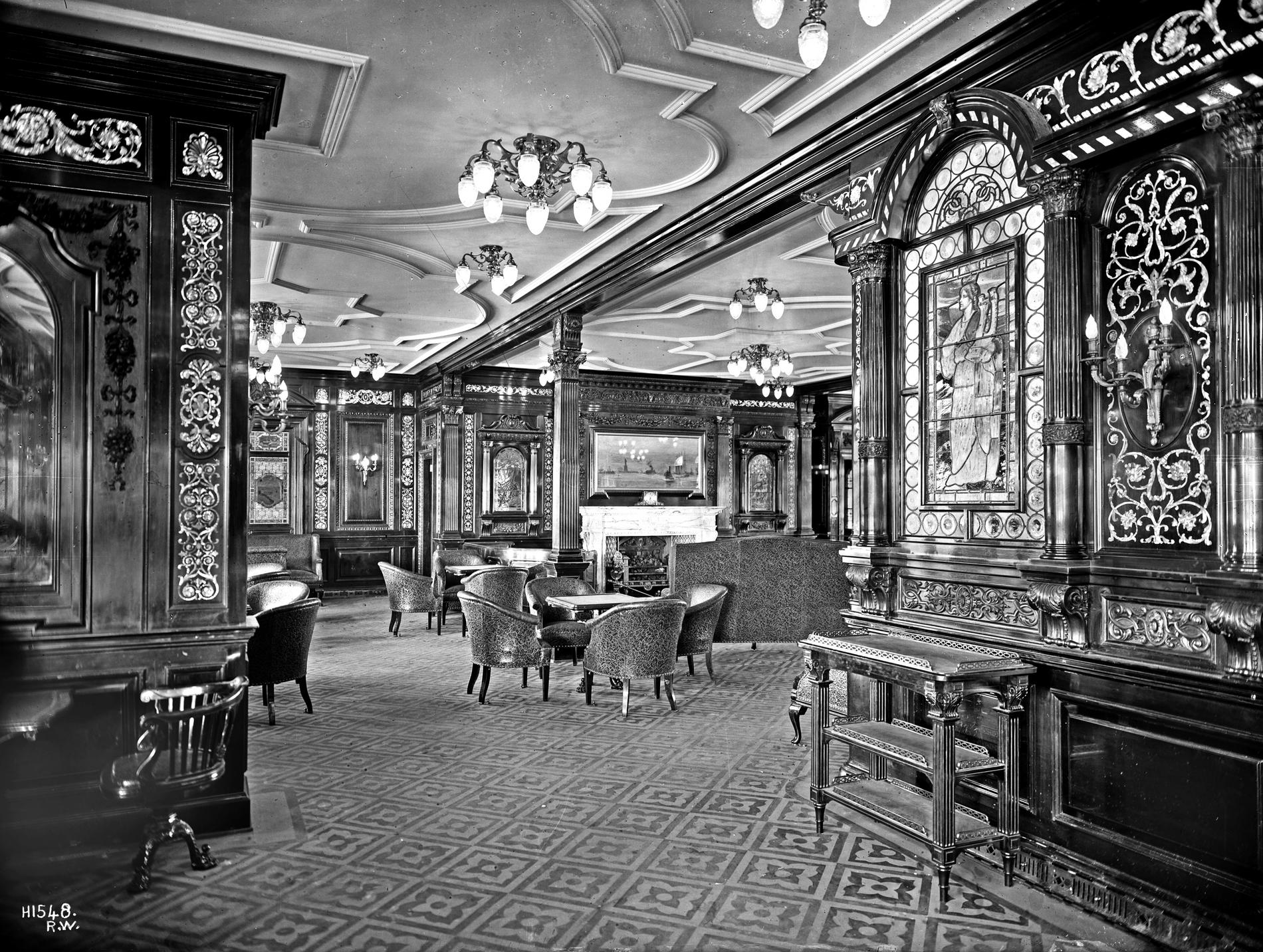
Andrews a été vu pour la dernière fois dans le fumoir de première classe du Titanic.

Alors qu'il ne reste au Titanic qu'une vingtaine de minutes avant de sombrer, Thomas Andrews se trouve à nouveau sur le pont des embarcations. La foule commence désormais à s'agiter, mais il y a encore des femmes qui répugnent à quitter le navire. Pour se faire entendre et attirer l'attention sur lui, Andrews agite alors les bras en annonçant d'une voix forte : « Mesdames, il n'y a pas une minute à perdre. Vous ne pouvez pas choisir votre canot. N'hésitez pas, montez, montez ! ». Il voit Mary Sloan en train de patienter devant un canot de sauvetage (probablement le no 16), mais sous prétexte que ses amis attendent à l'arrière, elle ne veut pas embarquer immédiatement. Pourtant, à force d'insister, Andrews parvient à la faire monter dans le canot,. Quinze minutes avant la fin il est entrevu se dirigeant, un gilet de sauvetage à la main, vers la passerelle de navigation, peut-être dans l'espoir d'y retrouver le capitaine. À ce moment, tout ce qui pouvait être fait a été fait.
Thomas Andrews est vu pour la dernière fois par le steward John Stewart vers 2 h 10 (soit dix minutes avant la disparition du Titanic sous les flots). Il est alors seul dans le fumoir, l'air anéanti et apparemment sous le choc. D'après le steward, l'architecte se tient devant la cheminée, face au tableau L'Approche du port de Plymouth de Norman Wilkinson. Il lui demande s'il ne veut pas tenter sa chance, mais Andrews demeure muet. Son gilet de sauvetage est déposé sur la table d'à côté,. Il meurt dans le naufrage, et son corps, s'il fut retrouvé, n'a jamais été identifié.

## Vie privée

### Mariage

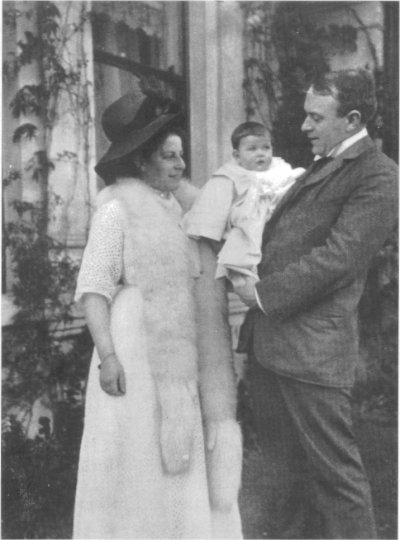
Andrews avec sa femme, Helen Barbour, et leur fille « Elba ».

Le 24 juin 1908, Thomas Andrews se marie avec Helen Reilly Barbour, fille cadette de John Barbour Doherty et Elizabeth Law. Helen est née dans la maison de « Phoenix Lodge » à Dunmurry (comté d'Antrim). Comme dans la famille d'Andrews, le père d'Helen dirige une entreprise spécialisée dans la production de linge en lin, nommée « Barbour & Sons », et qui se situe à Lisburn (conté d'Antrim).
Après un voyage de noces en Suisse, le couple s'installe au no 20 avenue Windsor à Belfast, dans la maison « Dunallan » qu'Andrews a fait construire. La demeure est devenue le quartier général de l'Association Nord-Irlandaise de Football, et pour les 90 ans du naufrage, une plaque bleue a été posée sur sa façade par John Andrews, petit-neveu de Thomas Andrews, pour indiquer que l'architecte du Titanic a vécu en ce lieu.
Quelques semaines avant de devenir père, Thomas Andrews emmène son épouse pour une promenade nocturne sur le chantier du Titanic, afin d'observer la comète de Halley. Peu de temps après, le 27 novembre 1910, Helen Andrews donne naissance à une fille. Ils l'appellent Elizabeth Law Barbour Andrews, mais son père la surnomme « Elba » à cause de ses initiales.

### Après le naufrage
Le 19 avril 1912, James Montgomery (un cousin new-yorkais de la famille) envoie un télégramme au père de Thomas Andrews, dans lequel il l'informe qu'il a pu interroger les survivants du Titanic lors de leur arrivée à New York : « Ai interrogé les officiers du Titanic. Tous d’accord que Thomas fut héroïque face à la mort, préoccupé uniquement par la sécurité des autres. Douloureuses pensées pour vous ». Le message est lu en présence de la famille et de tous les domestiques d'Ardara House. 
Sa femme reçoit également plusieurs courriers de condoléances, dont une lettre de Joseph Bruce Ismay au mois de mai 1912.

« Traduction de la lettre reçue par Mme Thomas Andrews, de M. Bruce Ismay.
30 James Street,
LIVERPOOL, 31 mai 1912.
Chère Madame Andrews,
Pardonnez-moi de soulever votre chagrin, mais je me dois de vous écrire cette lettre pour vous exprimer ma sympathie la plus profonde et sincère dans la terrible perte dont vous souffrez. Il est impossible pour moi d'exprimer en quelques mots tout ce que je ressens, ou vous faire réaliser à quel point je suis vraiment désolé pour vous, ou comment mon cœur est avec vous. Je connaissais votre mari depuis de nombreuses années, et ai éprouvé le plus grand respect pour lui, le considérant comme un véritable ami. Aucun de ceux qui ont eu le plaisir de le connaître ne pouvaient ne pas s'en rendre compte et ne pas apprécier ses nombreuses qualités. Il nous manquera beaucoup dans la profession. Personne n'a fait plus pour la White Star Line, ou fut plus fidèle à ses intérêts que votre mari, et j'ai toujours placé une très grande importance quant à son jugement.
Il nous manquera, et sentir sa perte si vivement, ne peut me laisser imaginer quels doivent être vos sentiments, je ne peux pas y penser. Les mots, à un tel moment sont inutiles, mais je ne pouvais m'empêcher de vous écrire pour vous dire vraiment profondément ce que je ressens pour vous dans votre douleur et votre tristesse.
Sincèrement votre,
Bruce Ismay. »

L'architecte du Titanic laisse à sa femme et sa fille un héritage de 10 615 livres sterling et 11 shillings, ce qui est une somme considérable pour l'époque.
Le 8 février 1917, Helen Barbour se remarie avec Henry Pierson Harland, avec lequel elle a quatre autres enfants (Albert, Evelyn, Louisa, et Ethel Vera). Henry Pierson a été apprenti sur les chantiers d'Harland & Wolff, vers 1893, en même temps que Thomas Andrews. Il est ensuite parti travailler dans le commerce maritime en Chine, avant de retourner à Belfast en 1910. Helen Barbour meurt le 22 août 1966, des suites d'une maladie, non loin de la maison « Dunallan » qu'elle a autrefois partagée avec Andrews. Sa fille « Elba », trop jeune au moment du drame pour avoir gardé un souvenir de son père, ne s'est jamais mariée. Elle est en revanche devenue la première femme d'Irlande du Nord à obtenir une licence de pilote. Durant la Seconde Guerre mondiale Elizabeth participe à l'effort de guerre, puis part s'occuper de girafes au Kenya. Le 1er novembre 1973, tout juste revenue d'Afrique, Elizabeth Andrews trouve la mort dans un accident de voiture, sur la route qui relie Slane (comté de Meath) à Dublin. Ses cendres reposent à l'église de Comber, le village natal de son père, ainsi que dans le caveau de la famille Barbour à Lambeg (comté d'Antrim).

## Postérité

### Hommages
Quelques jours après la confirmation de la disparition d'Andrews dans le naufrage, l'équipe du North Down Cricket Club est elle aussi en deuil. Le 20 avril 1912, les joueurs se rassemblent dans le pavillon du club pour écrire une lettre de condoléances adressée à Thomas Andrews Senior. 
La même année, une biographie d'Andrews est publiée par Shan Bullock (1865 - 1935) sous le titre Thomas Andrews Shipbuilder. Elle est préfacée par Sir Horace Plunkett. L'ouvrage est désormais dans le domaine public.
La famille Andrews décide quant à elle de faire ériger, à Comber, un mémorial en l'honneur de Thomas Andrews. Sa construction débute en 1914 et elle est en partie financée grâce à des dons des ouvriers de Harland & Wolff. Le Thomas Andrews Memorial Hall est inauguré en février 1915 par la femme d'Andrews, Helen, qui est venue avec sa fille prononcer un discours de remerciement. Le Memorial Hall est à présent devenu une école primaire.
Quelques années plus tard un autre mémorial est inauguré, le 26 juin 1920, à Belfast. Il porte le nom de 22 membres d'équipage du Titanic, ainsi que celui de Thomas Andrews et des huit ingénieurs qui l'accompagnaient, tous victimes du naufrage. Il est déplacé en 1959 dans les jardins de l'Hôtel de ville de Belfast.
Plus récemment, trois autres hommages ont lieu à Belfast grâce aux actions de la Belfast Titanic Society dont le président est John Andrews, petit-neveu d'Andrews. Le premier a lieu en avril 2009 avec l'inauguration d'une pièce de quille symbolique, réplique de celle du Titanic dont la construction a commencé en 1909, sur laquelle figure une plaque commémorative. Un deuxième s'est déroulé le 22 juin 2010, avec la pose d'une reconstitution de la coque partiellement construite, et à échelle réduite, du Titanic, sur le Thompson Dock. Enfin, le portrait de Thomas Andrews apparaît sur une fresque appelée « Ship Of Dreams » en compagnie d'autres portraits iconiques comme celui du capitaine Smith et Jack Phillips. Inaugurée le 1er août 2010, l'œuvre, peinte par l'artiste Ross Wilson, se situe sur la Kennilworth Place à Belfast.

### Au cinéma

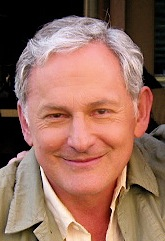
Victor Garber (ici en 2006) incarne Thomas Andrews dans le film de James Cameron Titanic (1997).

Le personnage de Thomas Andrews est absent des premiers films sur le naufrage du Titanic, notamment la superproduction nazie de 1943 et le film Titanic de 1953. Le premier à l'incarner est Michael Goodliffe, dans Atlantique, latitude 41°. Cette adaptation fidèle de l'ouvrage de Walter Lord La Nuit du « Titanic » présente plusieurs passages fidèles à la réalité, comme le médecin du bord lui rendant visite, ou encore lorsqu'il incite à plusieurs reprises des passagers à monter dans les canots. Geoffrey Withehead l'interprète quant à lui dans S.O.S. « Titanic », en 1979.
Le personnage de Thomas Andrews est également très présent dans le film Titanic de James Cameron, interprété par Victor Garber, et dans lequel il apparait comme un homme respectable. Dans sa première scène, Andrews se trouve au restaurant accompagné entre autres de Joseph Bruce Ismay et les deux hommes se renvoient à tour de rôle les mérites de la construction du Titanic. C'est l'un des rares passagers de première classe à être amical avec Jack, et c'est également lui qui informe Rose qu'il n'y a pas assez de canots pour tous les passagers, mettant cela sur le compte de l'esthétique du pont. Il lui assure que le paquebot est insubmersible. Au moment de la collision, Andrews remarque un tremblement qui agite le lustre et son verre ; en réalité il ne s'était rendu compte de rien. Plus tard, il reproche violemment au deuxième officier Charles Lightoller de mettre à l'eau des canots à moitié vides. On le voit également s'assurer que personne n'est resté dans les cabines et enjoindre une servante de mettre son gilet de sauvetage. Sa dernière scène le montre dans le fumoir de première classe, en face du tableau Le Port de Plymouth. Il attend la fin et présente ses regrets et excuses à Rose, lorsque elle et Jack passent dans la pièce et lui demande s'il ne veut pas tenter sa chance.
En 1997, Andrews est également interprété par Michael Cerveris dans la comédie musicale Titanic de Broadway. Damian O'Hare l'incarne enfin dans le documentaire « Titanic », Birth of a Legend, qui revient sur toute la période de construction du paquebot et met donc fortement en scène son architecte.